# Shirley Jackson
Shirley Hardie Jackson (São Francisco, 14 de dezembro de 1916 – North Bennington, 8 de agosto de 1965) foi uma escritora norte-americana, conhecida principalmente por suas obras de horror e mistério. Durante suas duas décadas de carreira, ela escreveu seis romances, dois livros de memórias e vários contos.
Mesmo tendo nascido em São Francisco, na Califórnia, Jackson estudou na Universidade de Syracuse, em Nova Iorque, onde se envolveu com a revista literária da universidade e conheceu seu futuro marido, Stanley Edgar Hyman. Depois do casal ter fixado residência em North Bennington, no estado de Vermont, em 1940, Hyman estabeleceu uma carreira como crítico literário e Jackson começou a escrever.
Depois de publicar seu romance de estreia, The Road Through the Wall (1948), um relato semi-autobiográfico de sua infância na Califórnia, Jackson atrairia a atenção do público por seu conto "The Lottery," que detalha um submundo secreto e sinistro de um bucólico povoado americano. Ela continuaria a publicar vários contos em periódicos literários e revistas ao longo dos anos 1950, alguns dos quais foram reunidos e relançados em seu livro de memórias Life Among the Savages (1953). Em 1959, ela publicou The Haunting of Hill House, um romance de horror sobrenatural amplamente considerado uma das melhores histórias de fantasma já escritas.
Uma mulher reclusa, Jackson permaneceu em North Bennington durantes os últimos anos de sua vida, e era avessa a discutir sua obra com o público. Nos anos 1960, sua saúde começou a deteriorar significativamente como resultado de seu aumento de peso e consumo de cigarros, levando, eventualmente, a sua morte por insuficiência cardíaca em 1965 aos 48 anos. Jackson foi citada como uma influência por uma variedade de autores, incluindo Neil Gaiman, Stephen King, Sarah Waters, Nigel Kneale, Joanne Harris e Richard Matheson.

## Vida e carreira

### Juventude
Jackson nasceu em 14 de dezembro de 1916 em São Francisco, filha de Leslie e Geraldine Jackson. Ela tinha ancestrais ingleses, e Geraldine, sua mãe, era capaz de traçar a linhagem da família até Nathanael Greene, general herói da guerra de independência dos Estados Unidos. O avô materno de Jackson, John Stephenson, havia sido um eminente advogado em São Francisco — mais tarde, juiz da suprema corte do Alaska — enquanto que seu trisavô foi Samuel Bugbee, um arquiteto que projetou diversas casas para a elite de São Francisco.
Jackson foi criada em Burlingame, um subúrbio afluente de classé média de São Francisco, onde sua família residia numa casa de dois andares localizada na rua Forest View, 1609. Sua relação com a mãe era tensa: seus pais haviam se casado jovens e Geradline havia se desapontado quando, imediatamente, ficara grávida de Shirley, pois estava ansiosa por "passar um tempo com seu elegante marido". Jackson tinha, com frequência, dificuldade em se enturmar com outras crianças e passava a maior parte de seu tempo escrevendo, para a aflição de sua mãe. Quando adolescente, seu peso flutuava, resultando numa falta de confiança com a qual contenderia ao longo de sua vida.
Ela estudou na Burlingame High School, onde tocou violino na orquestra da escola. Durante seu último ano do ensino médio, a família de Jackson se mudou para Rochester. Depois da mudança, ela estudou na Brighton High School, recebendo seu diploma em 1934. Depois, ela estudou na Universidade de Rochester, onde seus pais sentiram que poderiam supervisionar seus estudos. Jackson estava insatisfeita com suas aulas lá, e deu uma pausa de um ano de seus estudos antes de se transferir para a Universidade de Syracuse, onde floresceu tanto creativa quanto socialmente. Durante seus estudos em Syracuse, Jackson se envolveu com a revista literária do campus, através da qual ela conheceu seu futuro marido, Stanley Edgar Hyman, que se tornaria um célebre critico literário. Neste mesmo período, a revista literária da universidade publicou o primeiro conto de Jackson, "Janice", sobre a tentativa de suicídio de uma adolescecente.
Depois de se formarem, Jackson e Hyman casaram-se em 1940, e residiram por pouco tempo nas cidades de Nova Iorque e de Westport, eventualmente se estabelecendo em North Bennington, onde Hyman havia sido contratado como instrutor da Bennington College. Jackson começou a escrever, enquanto Hyman se estabeleceu como crítico literário. Ambos eram conhecidos por serem anfitriões interessantes e generosos, que se rodeavam de talentos literários, incluindo Ralph Ellison. Também eram leitores ávidos, cuja biblioteca pessoal foi estimada em mais de 100 mil livros. Eles tiveram quatro filhos: Laurence (Laurie), Joanne (Jannie), Sarah (Sally) e Barry, os quais alcançariam seu tipo particular de fama literária: como versões ficcionalizadas de si mesmos nos contos de sua mãe.
De acordo com os biógrafos de Jackson, seu casamento foi contaminado pelas infidelidades de Hyman, notadamente com suas estudantes, e ela assentiu, relutantemente, a sua proposição de manter uma relação aberta. Hyman também controlava as finanças do casal (distribuindo à autora porções do salário da própria da maneira que bem entendia), apesar do fato de que, após o sucesso de "The Lottery" e de suas obras posteriores, Jackson ganhava muito mais do que ele.

### "The Lottery" e primeiras publicações
Em 1948, Jackson publicou seu romance de estreia: The Road Through the Wall, que traz um relato semi-autobiográfico de sua infância em Burlingame, na Califórnia nos anos 1920. O conto mais famoso de Jackson, "The Lottery", publicado pela primeira vez no New Yorker em 26 de junho de 1948, firmou sua reputação como mestre de histórias de horror. O conto suscitou mais de 300 cartas de leitores, muitos deles indignados com a evocação de um aspecto sombrio da natureza humana, caracterizada, como colocou a autora, por "confusão, especulação e abuso antiquado." Na edição de 22 de julho de 1948 do San Francisco Chronicle, Jackson oferece a seguinte resposta às persistentes questões de seus leitores sobre suas intenções: "explicar o que eu esperava que a história dissesse é muito difícil. Acredito que, ao ambientar um ritual antigo e especialmente brutal no presente e em meu próprio povoado, esperava chocar os leitores com uma dramatização explícita de uma violência sem sentido e uma desumanidade em suas próprias vidas."
A recepção crítica ao conto foi incontestavelmente positiva; a história rapidamente se tornou um clássico em antologias e foi adaptada para a televisão em 1952. Em 1949, "The Lottery" foi publicado numa coletânea de contos de Jackson intitulada The Lottery and Other Stories.
O segundo romance de Jackson, Hangsaman (1951), continha elementos similares ao misterioso e verdadeiro desaparecimento da segundanista Paula Jean Welden, de 18 anos, em 1.º de dezembro de 1946. Este evento, que continua não solucionado até hoje, aconteceu nas matas florestadas da Montanha Glastenbury perto de Bennington, no sul de Vermont, onde Jackson e sua família viviam na época. A faculdade ficcional retratada em Hangsaman é baseado, em parte, nas experiências de Jackson na Bennington College, como indicado pelos papéis da autora na Biblioteca do Congresso dos Estados Unidos. O evento também serviu de inspiração para seu conto "The Missing Girl" (publicado pela primeira vez na revista The Magazine of Fantasy & Science Fiction, em 1957, e postumamente em Just an Ordinary Day (1995)).
No ano seguinte, ela publicou Life Among the Savages, uma coletânea de contos semi-autobiográficos baseada em sua própria vida com seus quatro filhos. Muitos dos contos haviam sido anteriormente publicados em revistas como Good Housekeeping, Woman's Day e Collier's. Estas histórias são versões semi-ficcionalizadas de seu casamento e de sua experiência criando quatro filhos: são "histórias realistas de donas de casa engraçadas" do tipo popularizado posteriormente por escritoras como Jean Kerr e Erma Bombeck durantes os anos 1950 e 1960.
Relutante em discutir sua obra com o público, Jackson escreveu no livro Twentieth Century Authors (1955):
Tenho muita aversão a escrever sobre mim mesma ou minha obra, e quando pressionada por material autobiográfico, posso dar somente um simples esboço cronológico que não contém, naturalmente, fatos relevantes. Nasci em São Francisco em 1919 e passei a maior parte de minha juventude na Califórnia, Casei-me em 1940 com Stanley Edgar Hyman, crítico e numismata, e moramos juntos em Vermont numa comunidade rural sossegada com um belo panorama, confortavelmente longe da vida urbana. Nossos maiores produtos de exportação são livros e crianças, ambos dos quais produzimos em abundância. As crianças são Laurence, Joanne, Sarah e Barry: meus livros incluem três romances, The Road Through the Wall, Hangsaman, The Bird's Nest e uma coletânea de contos, The Lottery. Life Among the Savages é uma autobiografia desrespeitosa de meus filhos.

### The Haunting of Hill Housee outros trabalhos
Em 1954, Jackson publicou The Bird's Nest, que conta a história de uma mulher com múltiplas personalidades e a relação desta com seu psiquiatra. Um dos editores de Jackson, Roger Strauss, considerou The Bird's Nest como "um romance perfeito", mas a editora comercializou-o como uma história de horror psicológico, o que desagradou a autora. Seu romance seguinte, The Sundial, foi publicado quatro anos depois, e dizia respeito a uma jovem que se torna vítima de sua sogra tirânica. Jackson publicou, em seguida, dois livros de memórias.
O quinto romance de Jackson, The Haunting of Hill House (1959), segue um grupo de indivíduos que participam de um estudo paranormal de uma mansão supostamente mal-assombrada. O romance, que intercala fenômenos sobrenaturais com psicologia, tornou-se um exemplo respeitado pela crítica de história de casa mal-assombrada, e foi descrito por Stephen King como um dos mais importantes romances de horror do século XX. Também em 1959, Jackson publicou o musical infantil The Bad Children, baseado no conto de fadas Hänsel und Gretel.

### Deterioração da saúde e morte
Na época que foi publicado, Jackson estava sofrendo de com diversos problemas de saúde: estava com sobrepeso e fumando compulsivamente, o que resultou em dores, exaustão e episódios de desmaio, atribuídos a um problema no coração. Perto do fim de sua vida, Jackson também estava se consultando com um psiquiatra para tratar sua ansiedade grave, que a havia mantido presa em casa durante longos períodos de tempo. Para atenuar sua agorafobia, o médico receitou barbitúricos, na época considerada uma droga segura e inofensiva.
Anteriormente, por muitos anos, ela também tinha receitas médicas periódicas para anfetaminas para perda de peso, que podem ter, inadvertidamente agravado sua ansiedade, levando-a a um ciclo de abuso de medicamentos controlados, usando uma medicação para neutralizar o efeito da outra. Qualquer destes fatores ou uma combinação de todos eles podem ter contribuído para a deterioração da saúde da autora. Jackson confidenciou a seus amigos que se sentia tratada de maneira condescendente no seu papel de "faculty wife" (esposa dona de casa com marido professor de universidade) e condenada ao ostracismo pela população de North Bennignton. Sua aversão a esta situação levou a um crescente abuso de álcool, tranquilizantes e anfetaminas.
Apesar de sua saúde debilitada, Jackson continuou a escrever e publicar várias obras nos anos 1960, incluindo seu último romance, We Have Always Lived in the Castle (1962), um mistério gótico. O romance foi citado pela revista Time como um dos "Dez Melhores Romances" de 1962. No ano seguinte, ela publicou Nine Magic Wishes, um romance infantil ilustrado sobre uma criança que encontra um mágico que lhe concede inúmeros desejos encantados.
Em 1965, Jackson morreu de insuficiência cardíaca durante o sono, em sua casa em North Bennington aos 48 anos. Conforme sua vontade, seu corpo foi creamado.

### Publicações póstumas
Em 1968, o marido de Jackson lançou um volume póstumo de sua obra, Come Along with Me, contendo seu último romance inacabado, assim como 14 contos até então não publicados em coletâneas (entre estes, "Louisa, Please Come Home") e três palestras que a autora deu em faculdades ou conferências de escritores em seus últimos anos.
Em 1996, um engradado de contos inéditos foi encontrado num celeiro atrás da casa de Jackson. Uma seleção destas histórias, junto com outras publicadas em revistas, mas não em coletâneas, foi publicada na coleção Just an Ordinary Day (1996). O título foi tirado de uma de suas histórias para a The Magazine of Fantasy & Science Fiction, "One Ordinary Day, with Peanuts".[carece de fontes?]
Os papéis da autora estão disponíveis na Biblioteca do Congresso dos Estados Unidos. Na edição de 5 de agosto de 2013, a revista americana The New Yoker publicou "Paranoia", que disse ter sido descoberta na biblioteca. Let Me Tell You, uma coleção de contos e ensaios (a maioria inédita) foi lançada em 2015.

## Legado
Em 2007, os Shirley Jackson Awards foram criados, com a permissão do espólio da autora, em reconhecimento ao seu legado de escrita e premiam notáveis realizações na literatura de suspense psicológico, horror e fantástico sombrio. Os prêmios são entregues na Readercon.
Desde 2015, a cidade de North Bennington honrou o legado de Jackson celebrando o Shirley Jackson Day em 27 de junho, o dia em que se passou a história de "The Lottery".
De acordo com a crítica pós-feminista Elaine Showalter, a obra de Jackson é o mais importante conjunto de produção literária de meados do século XX cujo valor ainda está por ser reavaliado pelos críticos contemporâneos. Num podcast de 4 março de 2009 distribuído pelo The Economist, Showalter também revelou que Joyce Carol Oates havia editado uma coletãnea da obra de Jackson intitulada Shirley Jackson Novels and Stories publicada pela Library of America.
O marido de Jackson, o crítico literário Stanley Hyman, escreveu no prefácio para uma antologia póstuma da autora que "ela se recusava, consistentemente, a ser entrevistada, para explicar ou promover sua obra de qualquer maneira, ou tomar posições públicas e ser uma comentarista de suplementos de domingo. Ela acreditava que seus livros falariam por ela de forma suficientemente clara ao longo dos anos". Hyman insistiu que as visões sombrias encontradas na obra de Jackson não eram, como afirmaram alguns críticos, produto de "fantasias pessoais e, até mesmo, neuróticas", mas que, mais propriamente, consistiam numa "anatomia atenta e fiel" da era da Guerra Fria na qual viveu, "símbolos adequados para [um] mundo desolador do campo de concentração e da Bomba." Jackson talvez tenha tirado prazer do impacto subversivo de sua obra, como revelado pela afirmação de Hyman de que ela "sempre se orgulhava da União Sul-Africana haver banido 'The Lottery', e sentia que que eles, pelo menos, haviam entendido a história".
Nos anos 1980, houve considerável interesse acadêmico pela obra de Jackson. Peter Kosenko, um crítico marxista, propôs uma interpretação econômica para "The Lottery" que se focava na "estratificação injusta da ordem social". Sue Veregge Lape argumentou que as críticas feministas que não consideravam Jackson como uma feminista desempenharam um papel significativo na ausência inicial de atenção da crítica. Em contrapartida, Jacob Appel escreveu que Jackson era uma "escritora anti-regionalista", cuja crítica da Nova Inglaterra se mostrou intragável à elite literária americana.
Em 2009, o crítico Harold Bloom publicou um estudo profundo da obra de Jackson, desafiando a noção de que era digna de ser incluída no cânone ocidental; acerca de "The Lottery" especificamente, Bloom escreveu: "sua arte de narração [permanece] na superfície, e não era capaz de retratar identidades individuais. Até mesmo "The Lottery" lhe machuca uma vez e uma única vez apenas."

## Adaptações
Além de adaptações para rádio, televisão e teatro, "The Lottery" foi filmado três vezes, com destaque para a um elogiado curta metragem de 1969 que o diretor Larry Yust fez para uma série de filmes educacionais da Encyclopædia Britannica. O Academic Film Archive citou o curta de Yust "como um dos dois filmes educacionais mais vendidos de todos os tempos".
Joanne Woodward dirigiu Come Along with Me (1982), como um episódio de American Playhouse, adaptado do romance inacabado de Jackson, com Estelle Parsons e Sylvia Sidney no elenco.
The Haunting of Hill House foi adaptado duas vezes para o cinema. Em 1963 foi feita a versão mais fiel ao livro, The Haunting (Desafio do Além - no Brasil), dirigida por Robert Wise. Em 1999, foi a vez de Jan de Bont, fazer sua versão, (br: A Casa Amaldiçoada/pt: A Mansão) com mais liberdades em relação ao livro, embora mantivesse a trama relativamente fiel. 
Em 2018, foi lançada uma adaptação para o serviço de Streaming Netflix. The Haunting of Hill House criada por Mike Flanagan tomou muitas liberdades em relação a trama original, mantendo a Residência Hill como foco principal, o nome da maioria dos personagens, inserindo elementos e diálogos do livro e batizando uma das personagens de Shirley em homenagem a autora. 

## Lista de obras

### Romances
- The Road Through the Wall (1948)
- Hangsaman (1951)
- The Bird's Nest (1954)
- The Sundial (1958)
- The Haunting of Hill House (1959)
- We Have Always Lived in the Castle (1962)

### Literatura infantil
- The Witchcraft of Salem Village (1956)
- The Bad Children (1959)
- Nine Magic Wishes (1963)
- Famous Sally (1966)

### Memórias
- Life Among the Savages (1953)
- Raising Demons (1957)

### Coletâneas de contos
- The Lottery and Other Stories (Farrar, Straus, 1949)
- The Magic of Shirley Jackson (Farrar, Straus, 1966)
- Come Along with Me (Viking, 1968)
- Just an Ordinary Day (Bantam, 1995)
- Let Me Tell You (Random House, 2015)
- Dark Tales (Penguin, 2016)